# Vizit
Vizit — российский бренд контрацепции, который изготовляет презервативы и гели-смазки. Известен своими провокационными рекламными кампаниями.

## История
Презервативы изготавливаются в Германии компанией Condomi Erfurt Productions GmbH с 1997 года.
До 2008 года был частью ООО «Безопасный секс». На данный момент[какой?] бренд принадлежит компании «Болеар Медика». В 2019 году Vizit занял третье место в рейтинге объёмов продаж. Каждый год в России продаётся свыше 20 миллионов изделий под маркой Vizit, и спрос растёт в среднем на 15 % в год.
8 мая 2022 года CPR GmBH объявлена банкротом и одной из причин банкротства названы последствия санкций против России — четверть продаж была в России. Бренд уже переживал не лучшие времена: только недавно, в 2020 году было объявлено банкротство, которое впоследствии было отменено, и компания начала выходить из кризиса. Российский эксклюзивный дистрибьютор заявил в сети Вконтакте, что продаж на территории России это не коснётся, так как CPR GmbH это только один из поставщиков.

## Рекламные кампании и реакции
Vizit известен своими публикациями в социальных сетях, где бренд размещает провокационные слоганы.
В 2019 году Vizit выпустил рекламный постер с отсылкой к CS:GO, ориентированный на любителей киберспорта. На постере изображена бомба и размещена надпись «Защити свой плэнт, чтобы не пришлось дефьюзить».
В том же году была выпущена реклама с изображение Aegis of Champions — трофея, который получают чемпионы The International по Dota 2 после победы на турнире. Изображение сопровождалось надписью «Играй от дефа, чтобы не пришлось резко вытаскивать катку».
В 2020 году компания адресовала рекламную надпись фанатам World of Tanks «Выбирай надёжную броню, чтобы не было пробития».
В 2020 году бренд поздравил команду Virtus.prо с первым местом на турнире ESL One Los Angeles 2020. В социальных сетях Vizit разместили фото плюшевого белого медведя (символа клуба) с гель-смазкой и надписью «Обеспечим тебе Сквиртус Про в финале».
На отставку правительства в 2020 году бренд отреагировал изображением упаковками презервативов в костюмах и надписью «Команда по спасению членов нового Правительства».
На пандемию коронавируса компания отреагировала в социальных сетях изображением упаковки презервативов, медицинской маски и надписью «Изолируй зараженных в провинции Ган Дон».
В 2021 году ко Дню всех влюблённых Vizit объявили конкурс записанных «криков удовольствия». Из лучших бренд совместно с SQWOZ BAB 9 апреля выпустили трек.
1 июня 2021 года Vizit выпустил клип ко «Дню защиты детей» с названием «День защиты от детей», в котором в шуточной форме герои трека рассказывают о преимуществах бездетной жизни. Герои говорят, что им никогда не нужно было платить алименты и никто не хотел отравить их ради квартиры в центре.

## Скандалы
В 2019 году Vizit попал в скандал из-за поста, в котором бренд призвал помнить о контрацепции «даже при смене шкуры раз в год». На картинке к посту была изображена змея. Публикация вызвала большое количество негативных откликов. Спустя несколько дней представители бренда заявили, что всегда придерживаются нейтральной позиции в рекламных компаниях. По их словам, идею для поста предложил один из подписчиков. Также они отметили, что указывают в своих публикациях на людей конкретного пола, если в подписи есть соответствующая игра слов.